# 206 pr. n. št.
Stoletja: 4. stoletje pr. n. št. - 3. stoletje pr. n. št. - 2. stoletje pr. n. št.
Desetletja: 250. pr. n. št. 240. pr. n. št. 230. pr. n. št. 220. pr. n. št. 210. pr. n. št. - 200. pr. n. št. - 190. pr. n. št. 180. pr. n. št. 170. pr. n. št. 160. pr. n. št. 150. pr. n. št.
Leta: 211 pr. n. št. 210 pr. n. št. 209 pr. n. št. 208 pr. n. št. 207 pr. n. št. - 206 pr. n. št. - 205 pr. n. št. 204 pr. n. št. 203 pr. n. št. 202 pr. n. št. 201 pr. n. št.

## Dogodki
- dinastija Čin uspešno združi celotno Kitajsko.
- zavlada kitajska dinastija Han.